# Vraignes-en-Vermandois

Vraignes-en-Vermandois este o comună în departamentul Somme, Franța. În 1 ianuarie 2022 avea o populație de 132 de locuitori.